# Абдуррахман Вахід
Абдуррахман Вахід (англ. Abdurrahman ad-Dakhil Wahid; 7 вересня 1940, Джомбанг, Східна Ява, Голландська Ост-Індія — 30 грудня 2009, Джакарта, Індонезія) — президент Індонезії в 1999—2001 роках.

## Ім'я
Як і у багатьох інших індонезійців, у нього не було прізвища. Його особисте ім'я — «Абдуррахман», а «Вахід» — це по-батькові. Крім того, як колишній президент Індонезії він носив почесне звернення «Гус Дур».

## Біографія

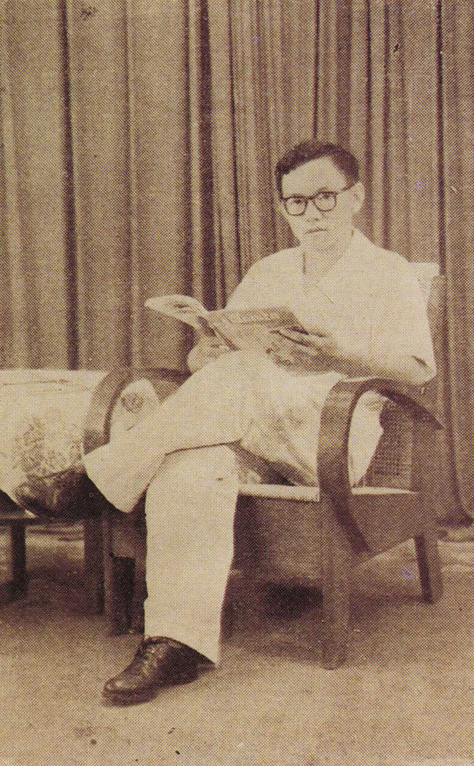
Абдуррахман Вахід у молодості

Був онуком засновника найстарішої ісламської організації країни Нахдатул Улама (1926) та сином її лідера та колишнього міністра у справах релігії в уряді Сукарно. Батьки дали йому ім'я «Абдаррахман», на честь Абдаррахмана I, еміра Андалусії, який затвердив іслам у Іспанії. Закінчив школу у Джок'якарті, навчався в університеті аль-Азхар (Каїр, 1964—1966 рік), закінчив Багдадський університет (1970 рік). У 1971 році повернувся на Батьківщину. Почав кар'єру як журналіст та викладач в мусульманських навчальних закладах. В 1972—1974 роках — декан теологічного факультету університету Хашим Ашарі. Директор релігійної школи в Джомбангу від 1974 до 1978 року.
З 1978 року перший секретар, а з 1984 року — голова Нахдатул Улама, найбільшії мусульманської партії Індонезії.
На початку 1990-х років його відносини з президентом Сухарто помітно погіршилися. У 1994 році незважаючи на опір Сухарто, він був переобраний головою Нахдатул Улама.
Після фінансової кризи у 1997 році Сухарто почав втрачати контроль над ситуацією в країні, що призвело до його відставки в 1998 році. У цьому ж році Вахід заснував та очолив ісламську Партію національного пробудження.
У 1999 році обраний президентом Індонезії. На цій посаді йому не вдалося поліпшити економічну ситуацію в країні. Крім того він лише повернув проти себе різні політичні та релігійні угруповання, включаючи високопоставлених військових. Парламент Індонезії одноголосно проголосував за імпічмент президента Вахіда, а його спроби залишитися при владі не отримали підтримки у населення країни.
1. ↑  https://nasional.tempo.co/read/216485/abdurrahman-wahid-meninggal-dunia-di-rumah-sakit-cipto-mangunkusumo